# 絹の台桜公園

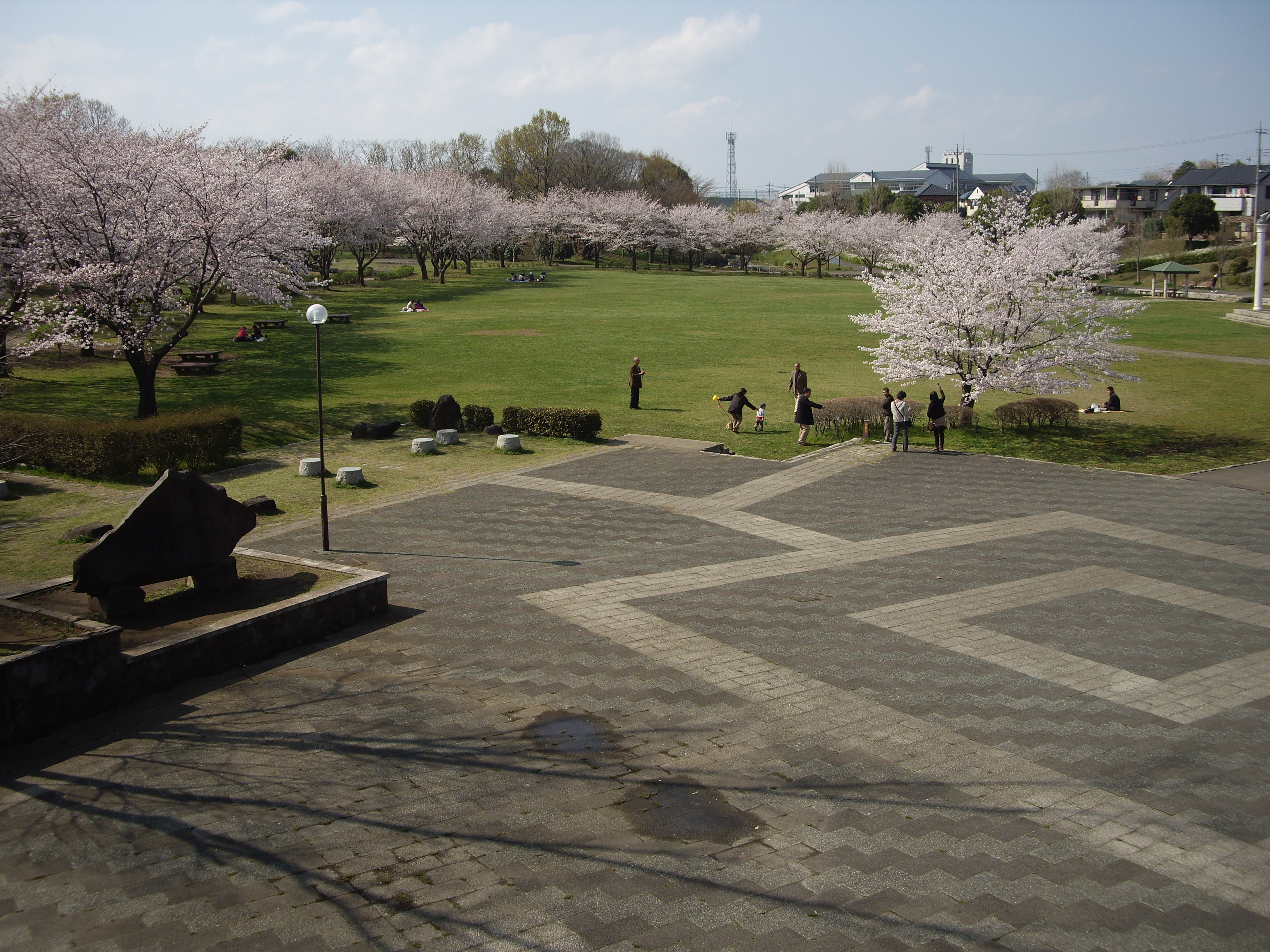
広場

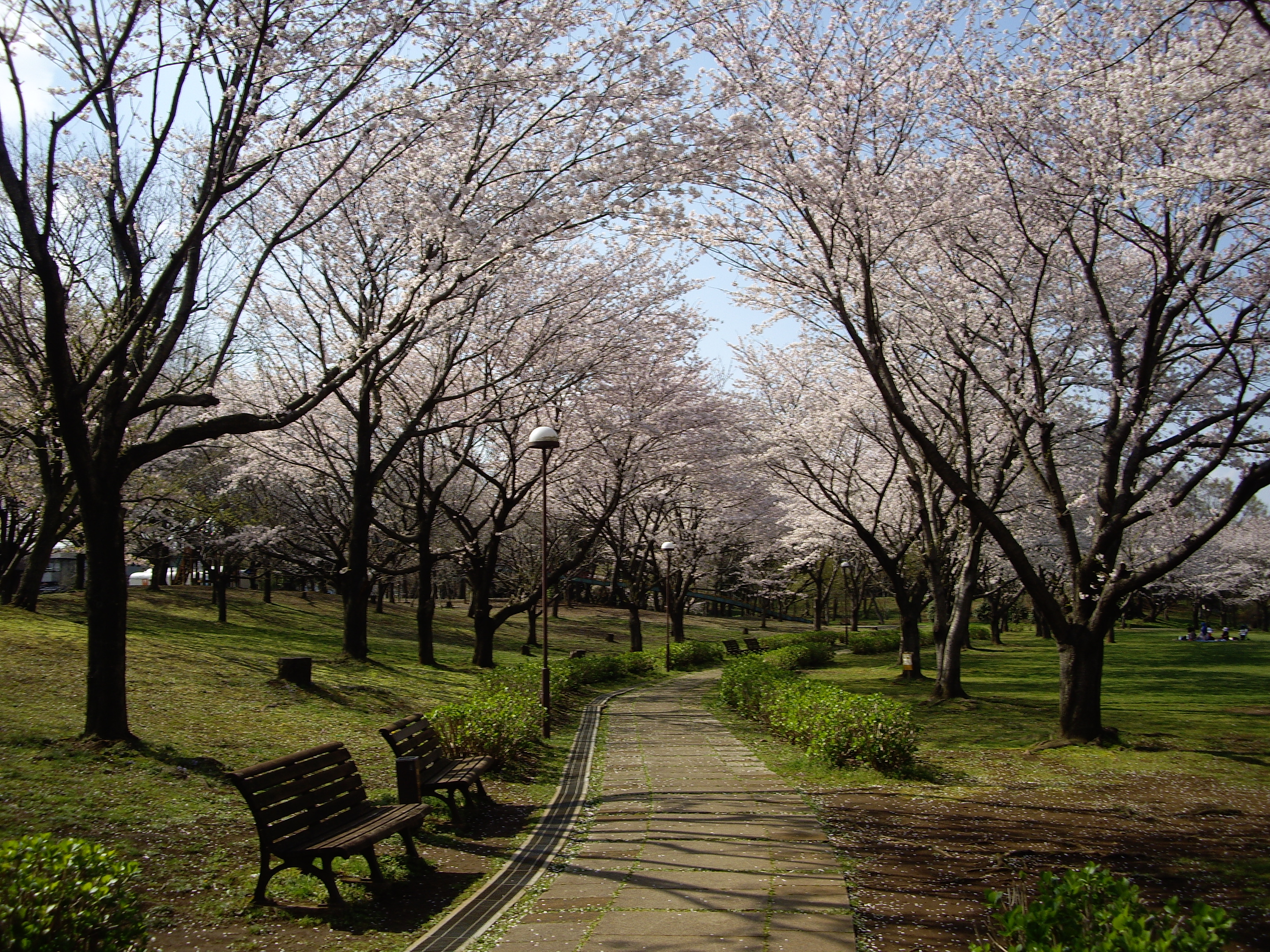
桜並木

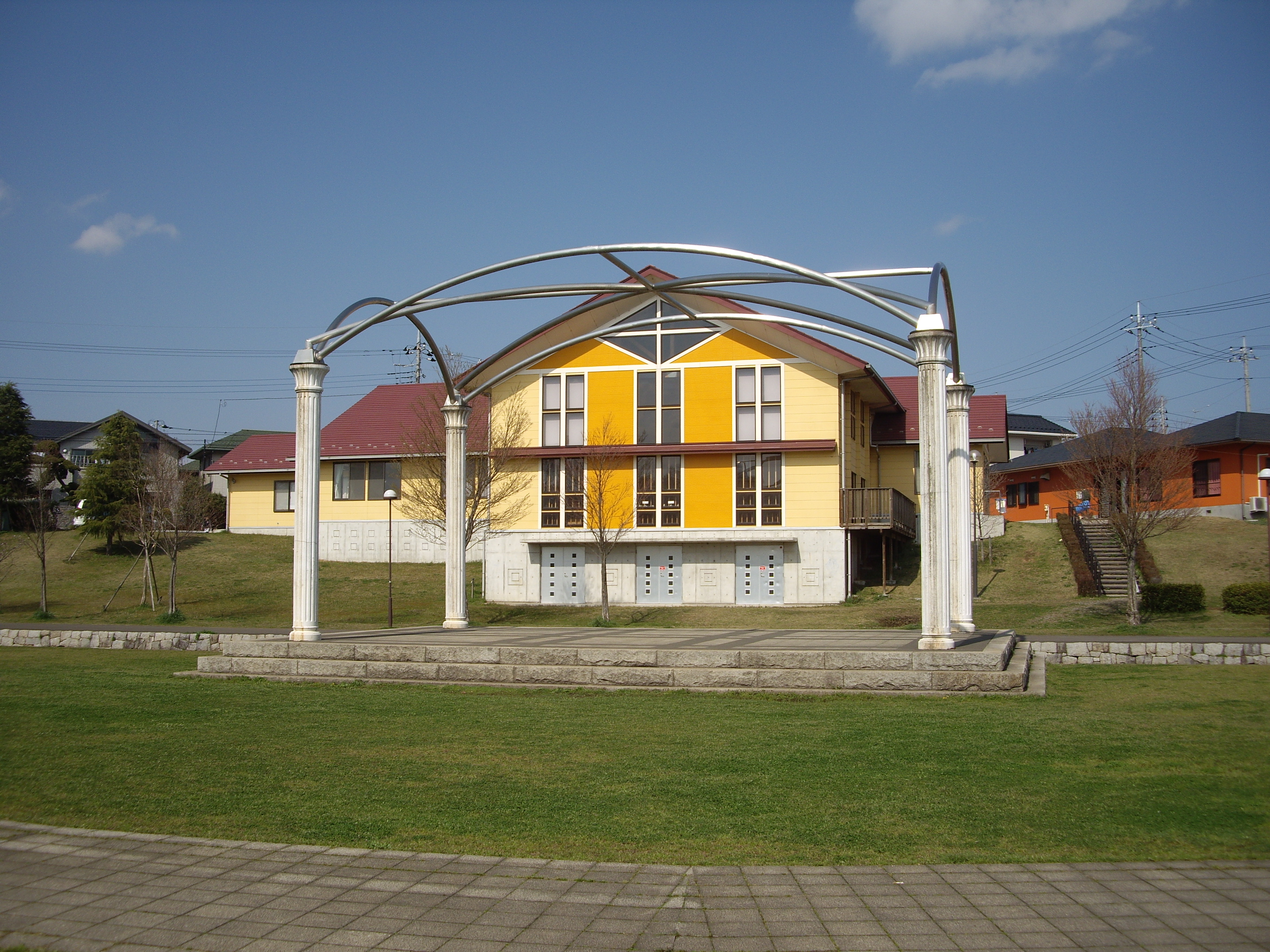
野外ステージ

絹の台桜公園（きぬのだいさくらこうえん）は、茨城県つくばみらい市絹の台三丁目にある近隣公園である。

## 概要
常総ニュータウン絹の台造成時に作られた公園の一つで、その名の通り公園内は桜が多数植えられている。絹の台地区では最も大きい公園で、広場を中心に芝生が広がるほか、多目的広場、野外ステージ、遊具広場、テニスコートが設置されている。公園のそばには遊歩道があり、また、公園のそばにつくばみらい市立小絹中学校がある。

## 施設利用
野外ステージ、テニスコート、多目的広場及び、犬の散歩には事前（1週間程度前）に市に申込をすることが必要である。

### 利用日と時間
| 利用施設     | 利用日            | 利用時間          |
| ------------ | ----------------- | ----------------- |
| 駐車場       | 4月1日 - 9月30日  | 午前9時 - 午後5時 |
| 駐車場       | 10月1日 - 3月31日 | 午前9時 - 午後4時 |
| 野外ステージ | 5月1日 - 9月30日  | 午前9時 - 午後9時 |
| 野外ステージ | 10月1日 - 4月30日 | 午前9時 - 午後4時 |
| テニスコート | 4月1日 - 9月30日  | 午前9時 - 午後5時 |
| テニスコート | 10月1日 - 3月31日 | 午前9時 - 午後4時 |
| 多目的広場   | 4月1日 - 9月30日  | 午前8時 - 午後9時 |
| 多目的広場   | 10月1日 - 3月31日 | 午前8時 - 午後4時 |

### 使用料
ここでは、目的別の使用料を記載する。
公園施設利用
| 施設          | 利用者                             | 1時間当たり利用料 |
| ------------- | ---------------------------------- | ----------------- |
| テニスコート  | 市内居住者                         | 300円             |
| テニスコート  | 市外居住者                         | 500円             |
| 多目的広場    | 個人及び営利宣伝を目的としない催物 | 無料              |
| 多目的広場    | 個人及び営利宣伝を目的とする催物   | 300円             |
| ※野外ステージ | 個人及び営利宣伝を目的としない催物 | 無料              |
| ※野外ステージ | 興行及び営利宣伝を目的とする催物   | 300円             |

※照明設備を使用する場合、別途1時間500円の料金がかかる。 
公園内での行為
| 行為                                     | 1日当たり利用料          |
| ---------------------------------------- | ------------------------ |
| 物品の販売、募金その他これらに類する行為 | 850円                    |
| 業として行う写真の撮影                   | 500円（写真機1台につき） |
| 業として行う映画の撮影                   | 7800円                   |
| 興行                                     | 7800円                   |
| 集会、競技会、展示会及びこれに類する催し | 20円（1m2当たり）        |